# یوکو ساکائو
یوکو ساکائو (انگلیسی: Yoko Sakaue؛ زادهٔ ۲۹ اوت ۱۹۶۸) جودوکار اهل ژاپن بود.
وی در مسابقات کشوری و بین‌المللی در مجموع برندهٔ ۱ مدال نقره، ۲ مدال برنز شده‌است.